# 阿蘭 (高加索)

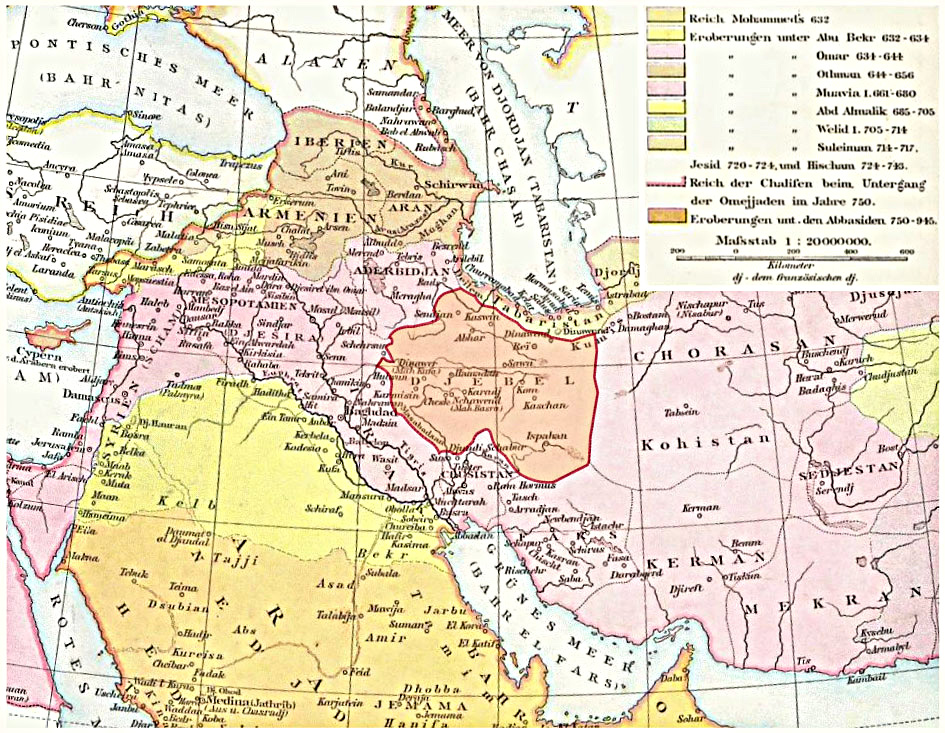
阿蘭地區位於裏海的西海岸

阿蘭，是古代與中世纪時期對库拉河與阿拉斯河流域之間的稱呼，阿蘭地區包括卡拉巴赫以及穆甘平原在內，其疆域大致位於現今的阿塞拜疆。